# Doulevant-le-Château
Doulevant-le-Château [dulˈvɑ̃ lə ʃɑˈto] ist eine französische Gemeinde mit 367 Einwohnern (Stand: 1. Januar 2022) im Département Haute-Marne in der Region Grand Est (vor 2016 Champagne-Ardenne). Die Gemeinde gehört zum Arrondissement Saint-Dizier, zum Kanton Joinville und zum Gemeindeverband Bassin de Joinville en Champagne. Die Einwohner werden Doulevantais genannt.

## Geographie
Doulevant-le-Château liegt etwa 28 Kilometer südlich von Saint-Dizier. Umgeben wird Doulevant-le-Château von den Nachbargemeinden Dommartin-le-Saint-Père im Norden, Baudrecourt im Nordosten, Charmes-la-Grande im Osten, Cirey-sur-Blaise im Süden und Südosten, Arnancourt im Süden, Blumeray im Westen und Südwesten sowie Sommevoire im Nordwesten.
Durch die Gemeinde führt die frühere Route nationale 60.

## Bevölkerungsentwicklung
| Jahr                       | 1962 | 1968 | 1975 | 1982 | 1990 | 1999 | 2006 | 2018 |
| -------------------------- | ---- | ---- | ---- | ---- | ---- | ---- | ---- | ---- |
| Einwohner                  | 404  | 433  | 461  | 442  | 455  | 448  | 444  | 364  |
| Quellen: Cassini und INSEE |      |      |      |      |      |      |      |      |

## Persönlichkeiten
- Pierre-Antoine Lalloy (1749–1846), Politiker, Präsident der Nationalversammlung (November 1793 und Februar/März 1797)

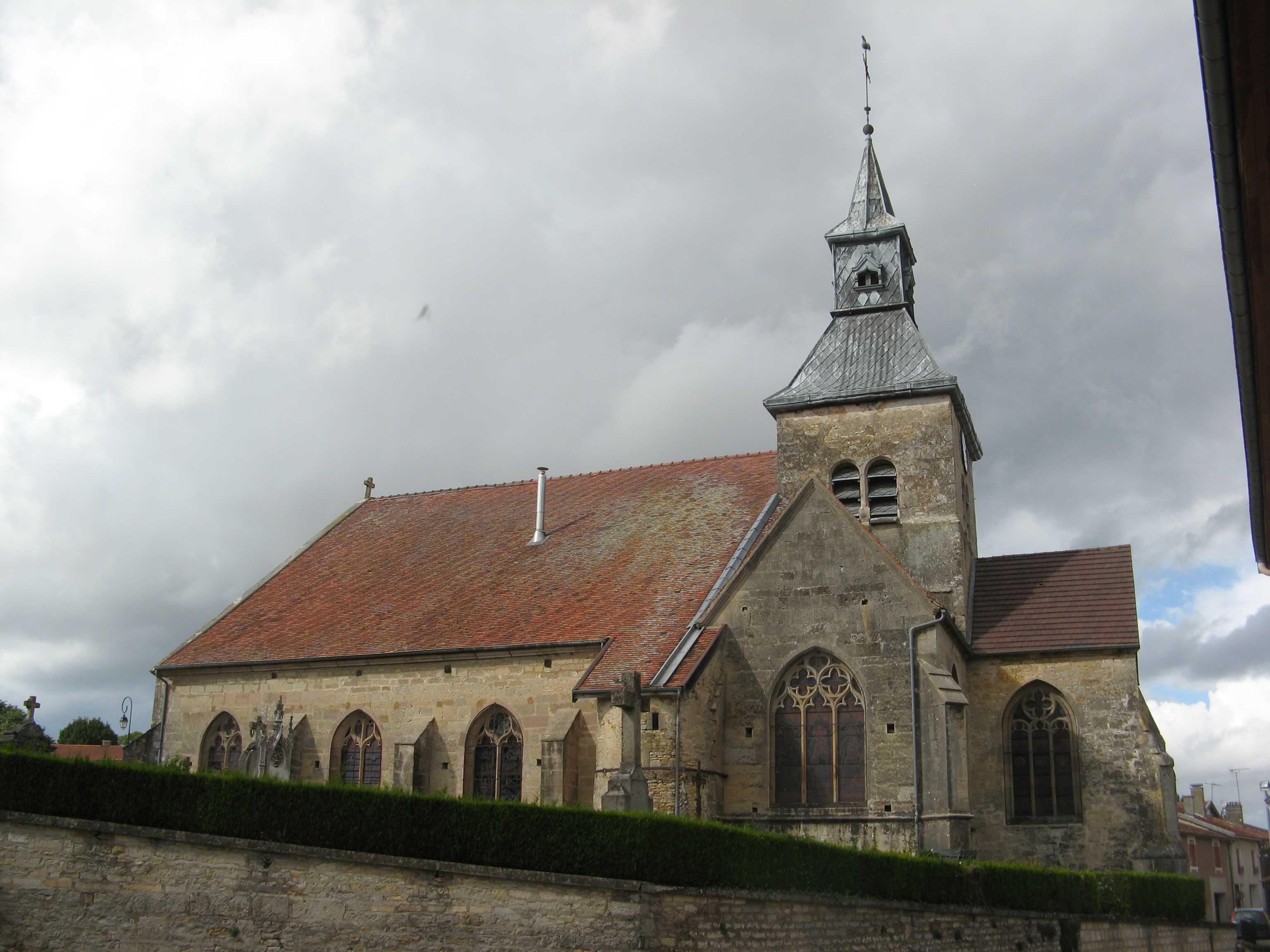
Kirche Saint-Louvent